# Idioma lusitano
El lusitano es una lengua paleohispánica de la familia indoeuropea conocida por un puñado de inscripciones e innumerables topónimos y teónimos en la Lusitania histórica, es decir, el territorio habitado por los lusitanos, que se extendía por el centro-sur del Duero y buena parte de la actual Extremadura.

## Distribución e historia

### Extensión geográfica

La lengua lusitana en el contexto de las lenguas paleohispánicas.

Las inscripciones se han encontrado en Arroyo de la Luz (Extremadura, España), Cabeço das Fráguas (Guarda, Portugal), Lamas de Moledo (Viseo, Portugal) y Arronches (Alto Alentejo, Portugal).
Si se tiene en cuenta también la información dada por los diferentes teónimos, antropónimos y topónimos, la extensión corresponde al nordeste del moderno Portugal y zonas adyacentes de España, con centro en la sierra de la Estrella.
Existen sospechas fundadas de que la zona de los pueblos galaicos, astures y quizás los vettones, es decir todo el noroeste peninsular, hablarían lenguas emparentadas con el lusitano. De hecho la mayor parte de las inscripciones halladas en la actual Galicia (todas ellas teónimos) son idénticas o asimilables a las del territorio lusitano propiamente dicho.

### Historia
Es de suponer que, al igual que todos los demás pueblos indoeuropeos, los lusitanos entraron en la península ibérica en algún momento anterior al siglo II a. C., pudiendo ser incluso anteriores a la expansión celta del siglo VIII y el siglo VII a. C. y con una fecha probable en el siglo VI a. C. Algunos autores los consideran provenientes de los Alpes y otros en cambio prefieren considerarlos un pueblo autóctono.
La Lusitania fue conquistada por Roma hacia el 150 a. C. Al igual que la mayoría de las lenguas peninsulares, el lusitano finalmente sucumbió a la presión y el prestigio del latín.

## Clasificación

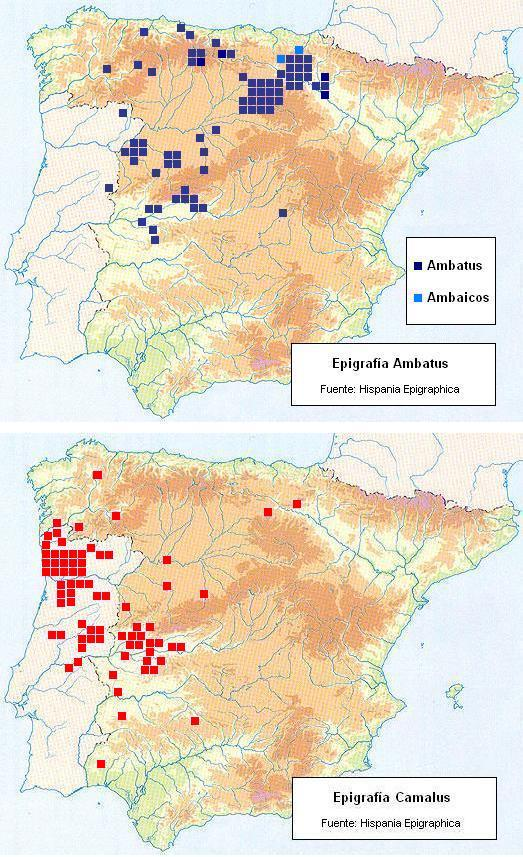
Oposición antroponímica en Celtiberia-Lusitania y áreas de influencia.

### El lusitano como lengua indoeuropea
Como ya se ha dicho, se trata de una lengua indoeuropea como determinan las siguientes palabras: porcom 'cerdo' ~ latín 'porcus', taurom 'toro' ~ latín 'taurum', oila < *owilā 'oveja' ~ latín 'ovis', trebo 'casa, villa' *treb- 'construir' ~ osco 'tríbud' 'casa', irlandés 'treb' 'casa'. Aunque su filiación exacta sigue siendo discutida, y dadas sus especiales características Ulrich Schmoll consideró que se trataba de una rama independiente dentro de las lenguas ya conocidas del indoeuropeo occidental a la que denominó galaico-lusitano.

### El lusitano como lengua céltica o protocéltica
La posición de la lingüística indoeuropea es que el lusitano no es una lengua céltica. Para ello, la mayoría de los autores mantienen que la conservación de *p IE en algunas inscripciones lusitanas, como se ve en porcom es un problema sustancial, ya que el protocelta perdió dicha consonante, pasando hacia /h/ o Ø: compárese athir / orc (irlandés) y pater / porcus (latín) significando "padre" y "puerco (cerdo)" respectivamente. Se arguye además la existencia de sonidos aspirados /h/ y la presencia de /f/, desconocidos en las lenguas celtas.
Estos rasgos harían que el lusitano no pueda ser considerado estrictamente una lengua céltica, y así, Schmidt, y Witczak consideran que la conservación de *p excluye completamente la posibilidad del origen céltico del lusitano, y que su incorporación a esta rama "violaría los más elementales principios de la reconstrucción lingüística".
Por el contrario, los defensores de la filiación con la rama céltica ven en la *p mantenida un arcaísmo que no debe servir para clasificar una lengua, con el añadido de que no hay una etimología segura de las palabras con /f/ ni para las aspiradas /h/. Para estos autores el lusitano sería una lengua hermana del protocéltico más que una lengua descendiente de este, es decir, una rama aparte del celta aunque con una relación cercana a este, justificando la presencia de esta /p/ por ser una lengua celtoide muy primitiva, anterior a la pérdida, ya que desde el punto de vista de la fonética histórica las lenguas celtas perdieron, con casi total seguridad, la *p inicial e intervocálica en una época tardía.
Entre ellos se cuentan Anderson, Búa y Jurgen Untermann quienes han aislado radicales presentes en la toponimia y los antropónimos y que consideran emparentados con materiales celtas: briga ‘colina, lugar fortificado’, bormano ‘termal’, karno ‘montón  de  piedras’, krouk ‘otero’, crougia ‘monumento, ara’, etc.

### El lusitano como lengua itálica
Esta segunda hipótesis es la defendida por Francisco Villar, Rosa Pedrero, Joaquín Gorrochategui  y Blanca María Prosper, quienes la ponen en relación con las lenguas itálicas. La teoría se basa en paralelismos de nombres de dioses: lusitano Aquiaio, latín aqua, sabino Poimunien, umbro Puemune, lusitano Pemaneieco < *Poi-mn̥o-y-aiko, la divinidad lusitana Collouesei frente al latín Colluuies, o el 'Dios-río' Revo (dat. Reve) frente al latín rivus 'río', (ambos desde *HreyH-uos), Munidie 'Iuno Moneta'. Además de otras concordancias del léxico común:

lusitano praidtom, praisom 'puesto delante, expuesto' ~ latín praeditum

lusitano vea ~ latín via, umbro vea

lusitano radom ~ latín ratus

lusitano rurseaico ~ latín rursus

lusitano enetom ~ umbro enetu, latín initum

lusitano lamaticom ~ latín lama

lusitano comaiam ~ umbro kumiaf 'preñada'

lusitano Peidurta ~ latín Peturtius 'cuarto'

lusitano Ocrimira 'monte del río Mira' ~ latín ocris 'monte pedregoso', umbro ocar.
Ya Michelena, observaba que “en la medida en que se conoce la lengua lusitana parecería antes itálico que céltico” y Villar es mucho más explícito cuando, refiriéndose a la lengua lusitana, expone que “con gran probabilidad es una variedad nueva de lengua itálica, con rasgos específicos que la hacen diferenciarse por una parte del latín y por otra del osco y el umbro”.
Por último, y tras la aparición de la nueva inscripción de Arronches, que incide en la presencia de /p/, sonidos aspirados y /f/, José Mª. Vallejo concluye en que no existen ya grandes dudas de que el lusitano no pertenece al grupo de las lenguas célticas.

## Descripción lingüística

### Consonantes
1. IE *p > p: Frente al céltico, conservación de *p indoeuropea: porco-, latín porcus, antiguo irlandés orc. Oipaengia (Castelo Branco) 'diosa protectora de las ovejas' < *owi-peh₂n-ika. Coropotio (Cáceres) 'señor de la guerra'  < *koro-poh₂ty-o (antiguo islandés herföðr). Paugenda 'pequeña' (Coria, Braga y Viseu) < *peh₂uk-entā, latín paucus < *peh₂uk-o-. Poemana 'protectora' (Lugo) < *poh₂i-mn-a, latín Iuno Pomana, Lituano piemuo 'pastor' < *poh₂i-men.
2. IE *b > b: Común al latín y céltico. treba 'habitación, poblado' < *treb-ā. Céltico común treba.
3. IE *bʰ > b: Frente al latín, en algunos casos, y en concordancia con el céltico. Albo-ocelo (*albʰu-okelo-). 'promontorio blanco' (Viseu, Vila Real). Dativo plural en -bo: deibobo 'para los dioses' (Viseu) < *deiwo-bʰo.
4. IE *gʷ > b: Bovana, Bovecius < *gʷou-i-k-y-os. Coincide con el céltico (bou) pero no con el latín (bos, bovis se considera préstamo del sabino pues en latín cabría esperar *us, *vos.
5. IE *gʰ > h- > 0-: Frente al céltico y en concordancia con el resultado latino (h-): oilam erbam 'oveja de hierba, ya criada', erba < *gʰer-wā. Latín herba < *gʰer-dʰā. La etimología es seriamente discutible.[12]
6. IE *gʰʷ > b: Bormano 'termal' (*gʰʷorma-no-), véneto Formio < *gʰʷorm-y-o.
7. IE *dʰ > d: Roudeaeco 'de Rouda = de la Roja' (Cáceres) < *roudʰ-y-aik-o-. Coincide con la solución del céltico (irlandés antiguo ruad) y difiere de la latina, que (al menos tras u-) hace -b: rubeus <*rufios < *roudʰ-y-os.
8. IE *ns > ss/s: Assaeco < *Ansaeco < *n̥s-aik-o- 'favorable, propicio', Asseconia (top.) < *n̥s-ek-on-y-ā (estos topónimos están en relación con el britónico aissicunia y el ogámico assiconia: cf. De Bernardo Stempel, 2002). Cosoe < *Consuei < *kom-dʰ-t-wei (entre los astures Cossue). El resultado fonético propuesto por B.M. Prósper presenta dudas, puesto que la pérdida de la laringal es anómala. La forma *kom-dʰH-t-u podría dar lugar a los numerosos topónimos Condado del noroeste, relacionados con los galo-britónicos Condatus y Condate (cf. igualmente los antropónimos del NW peninsular: Condisa (Chaves) y Ancondei (Xinzo de Limia, Orense). El teónimo sabino podría partir de una forma *kom-sew-yo-s > *kom-su-yo-s > *kom-su(u)-s tras igualarse al paradigma de tema en -u sacral en la formación de teónimos latinos (cf. COZEVIOD, CONSEVIO, CONSUVIUS en inscripciones sabinas).
9. IE *kʷ > p: Evolución similar al celta-P (galo-britónico y posiblemente el astúrico) y osco-umbro: Peidurta < *peturto 'cuarto' < *kʷetur̥-tó, Puppid < *kʷodkʷid 'partícula interrogativa idéntica al sánscrito káścit < *kʷodkʷid y paralela al osco pitpit < *kʷidkʷid, que presenta la misma asimilación *dp > pp que el latín *quidpe > quippe.[13] Petravioi < *kʷetur̥- 'cuarto'. Nótese la relación de Pumpi < *kʷinkʷe < *penkʷe 'cinco' con el galés moderno pump 'cinco' y osco-umbro pompe 'cinco'. Así, pumpi-canti (inscripción de Arronches) sería literalmente 'quinientos' según B.M. Prósper y Fco. Villar. Ampilua 'sirvienta' < *h2mbhi-kwel-uā, latín anculus 'sirviente' < *h2mbhi-kwol-o (EDL:41), antiguo irlandés caile 'sirvienta' < *kwlo-ia.[14]
10. IE *k´w > kk: Iccona < *ek´w-onā (gálico Epona).
11. IE *p...kʷ > p...kʷ: A diferencia del latín, galaico y celta, el lusitano no conoció la asimilación *p...kʷ > *kʷ...kʷ: *penkʷe, latín quinque, irlandés coic. Al igual que el astúrico, conservó el numeral *penkʷ-to > pento / pinto y ambas lenguas desarrollaron ordinales analógicos innovadores sin equivalentes en ninguna otra lengua indoeuropea: *oktō-wó '8º' > astúrico Pintavius (cfr. Octavius) y *sept-m̥ó '7º' > lusitano Pintamus.[15]

### Vocales
1. IE *ō > o: Como en latín y frente al céltico, timbre ō en la vocal de apoyo para *eh₃//*oH/*ō (en céltico común -ā-.)[16]
doenti 'dan' < *deh₃-ent-i (latín dōnum). Compárense éstas con las formas en -ā- airl. 'dan' y celtibérico zaunom 'donado' < *dā-mn-om < *dō-mn-om. Poemana < *poh₂i-mn̥-a 'protectora', Bolosa (Guarda, Indanha y Cáceres) 'flora' < *blosa < *bʰleh₃-sā (latín flora, osco fluusa) frente al astúrico Blaeso / Balaeso < *bʰleh₃-syo 'florido'.
2. IE *-ō > -o: Como en latín y frente al céltico que realiza en /u/ (imperativo celtibérico -tuz datuz 'dará' < dh3-tōd), timbre -ō en la vocal final para *eh₃/ō. El imperativo singeieto 'habrá de juntar' < *sem-kih-eye-tōd,
3. IE *ai > ai: Conservación del diptongo indoeuropeo *-ai-: praiso participio 'puesto ante, ofrecido' < *praisso < *preh2i-dhh1-tó, cfr. latín  praeditum < *preh2i-dheh1-tó, Aecandus 'que lanza, lanzador' (Condeixa-a-Velha, Alburquerque y Trujillo) < *h2eik-not-o.
4. IE *ei > ei: Frente al latín (que reduce a /ī/: dīva < *deiwā) y céltico (que reduce a /ē/: dēva < *deiwā) conservación del diptongo indoeuropeo *-ei- al menos en posición tónica: Deiba, Deibo 'dios, diosa'. Sin embargo en posición átona el diptongo parece reducirse eneto participio 'iniciado' < *eneito < *h1en-h1ei-tó, cfr. umbro enetu 3º p. pl. imp. 'ellos iniciarán' < *h1en-h1ei-tōd, latín initium < *h1en-h1ei-t-y-o.
5. IE *oi > ui: Frente al latín (que reduce a /u/: uva < *oiwā), conservación del diptongo indoeuropeo *-oi-, en ocasiones con cierre secundario en -ui-: muitio 'intercambiado, donado' < *h₂moi-ty-o-, latín mutuus < h₂moi-ty-o.
6. IE *CHC > a: Como en latín y céltico, vocalización en a de las laringales interconsonánticas radom (ac.) 'legal, propicio, medido' < *Hrh1-to, idéntico al latín ratus < *Hrh1-to (EDL:519).
7. IE *n̥ > an y *m̥ > am: Como en céltico y frente al latín, realización vocálica de las nasales en grado cero an / am:
Canti 'cien' < *k´m̥t-i / céltico cantom, latín centum < *km̥t-om.
Bandu 'Marte' < *bʰn̥dʰ-u 'que ata o congrega'.[17][18]
Arantonio < *h₂ergn̥ton-y-o-, latín argentum < *h₂ergn̥t-om.
8. Frente al céltico (ri / ar) y cercano al latín (or), realización vocálica de la sonante líquida en grado cero *r̥ > ur:
Rurseaico < *ro-wurssaiko- < *re-wurtty-aik-o- < *re-wr̥t-t-y-aik-o-.
Nurim < *nuryom < *nowuryom < *newuryom < *newr̥-y-om.
Esta solución defendida por Prosper no es pacífica. La propia autora sostiene un resultado céltico en ar para el epíteto encontrado en Castelo Branco Bandi Arbariaico < *h₂erh₃-wr̥-y-aik-o- (antiguo irlandés arbar 'campo') además de los conocidos casos de formaciones en -briga < *bʰr̥g-ā.
9. Frente al céltico (li / la) y cercano al latín (ol), realización vocálica de la sonante líquida en grado cero *l̥ > ul. Posiblemente, mismo resultado para la sonante larga *l̥H:
Equotullaica '(ciudad) de la tierra de caballos' < *ek´w-o-tuln-aik-ā < *ek´w-o-tl̥n-aik-ā. latín medí-tullium 'tierra interior'. No obstante, el segmento tullium podría ser atribuible al céltico, si atendemos a los teónimos celtíbero tullonium y gálico tullinus.
Corobulto 'voluntad del ejército' < *koro-wulto- < *koro-wl̥H-to-. Véneto volti, céltico vlati. Este ejemplo entra en contradicción con el antropónimo lusitano vlatico < *wl̥H-ti-ko- de la gens de los Taporos (Villa del Rey, Cáceres) en un ara votiva dedicada a la diosa Nabia.

### Otros desarrollos

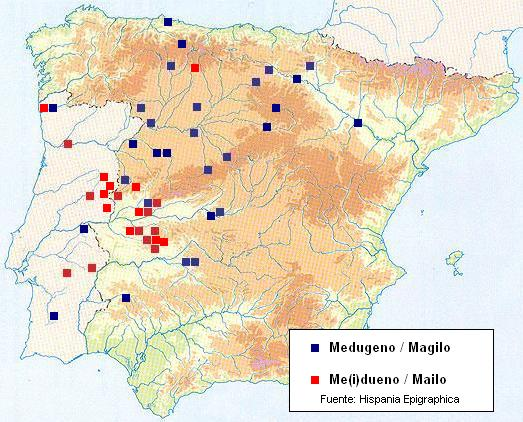
Caída de -g-: Oposiciones Magilo-Mailo y Medugeno-Medueno.

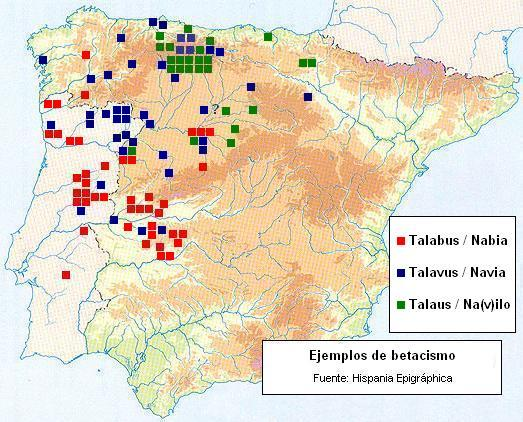
Extensión del fenómeno betacista y lenición de -v- en Talavus y Navia.

1. Como en latín (Iūlius < *diou̯elo < *dyeu̯-elo, rusticus < *rou̯estiku, clueo < *klovo-yo < *kleu̯o-yo, pluo < *plovo < *pleu̯-o, ius < *iovos < *h2ieu̯-o, ruo < *rovo < *h3reu̯-o) y frente al céltico (Verclovius < *uper-kleu̯o-yo) y astúricos (zoela < *diou̯ela < *dyeu̯-ela y Ioviono 'leal' < h2ieu̯-y-h3on-o), evolución de los grupos -eu̯o- > -ou̯o- > ū y -eu̯e- > -ou̯e- > ū. Cosu (Viseu y Porto) < *Cosseu̯o, (entre los astures Cosiovo, Villablino  (dat. Cosiovi) y entre los callaicos Cosivo, Nogueira).
2. Caída de la dental en el grupo *dyeu̯/dyou̯-, rasgo que comparte únicamente con el latín. Lusitano Ioveai < *dyeu̯-(i)yai, latín Iouis < *dieu̯-is, osco Diúveí.
Este rasgo es una isoglosa que lo separa de la lengua de los astures, cuya realización con resultado fricativo es la propia del celtibérico: Zoela < *Dio(u̯)-ela, latín Iūlius < *Dio(u̯)-elo.
Sin embargo si nos atenemos a EWC 2009:159 observamos que iovernoi es un étnico en Irlanda, ioviaco (oc. 34, 37)  teónimo en la Galia, ioviaco(IA 24.3)  topónimo en Austria, ioviacum (Eugippius, Vita Severini 24,1.)  nombre de lugar en la Galia; iovia era el nombre de una de las siete islas de Avalon y similar al nombre de lugar iovia  (IA: Ludbreg, Croacia); iuvavum (IA 235.4, 256.7, 258.6) o iovavi (Tab Peut.) es hoy Salzburgo además de señalar un pagus iovista en Pannonia, etc., poniéndolo en relación con el IE *yew-ya- (IEW 138-39): scr. yavya 'río, corriente, canal', a.persa yauviyä 'canal'.
3. Caída de oclusiva /g/ en posición postnuclear del grupo -rg-:
Beriso, Berisamo (actual Beresmo < *bʰerǵʰ-y-so- (entre los astures Bergidum)
Aranta, Arantonio (Guarda, Cáceres, Castelo Branco) < *h₂ergn̥ton-y-o- (entre los astures Arganticaeni, y entre los célticos de Beturia Argantoni)
4. Caída generalizada de -g- en contacto con -i-, al menos en el área galaica:
Sesmo (ɔ) y Sesmaka < *sesam-akā < *segʰ-ism̥-akā. En Vadinia Segisamo, Celtiberia Segisama. Entre los astures Segisamo y Segidiaeco 'de Segidia'. Entre los célticos de Beturia Segida (Badajoz)..
Beriso < *bʰerǵʰ-y-so- (seguramente el actual Birizo. Entre los astures Bergidum, y Bergiso (actual Berdicio, Berzizo en la documentación medieval).
Seilio (Beja y Cáceres) < *se(g)-ilo-. (Segilia y segilo en celtiberia).
Mailo (Évora, Cáceres) < *mh₂e(g)-ilo-. (entre los astures Magilo, y entre los célticos de Beturia Magilancum.). Maelgeino 'hijo de Mailo' < *mailgeno < *magilogeno.
-breaego < *-bʰr̥(g)-y-aik-o-.
5. Otros casos de caída de oclusiva -g- en posición intervocálica:
Brialeacui < *Brialia (Castelo Branco) < *bʰr̥(g)-al-y-aku-ei. Sin embargo entre los célticos de la Coruña Brigantium.
Meidueno (Orense, Castelo Branco, Cáceres) < *medʰu-gen-o-s, Matueno (Badajoz), Catueno (Cáceres, Castelo Branco, Guarda). Entre los astures Matugeno, y célticos de Beturia Medugeno.
6. Betacismo o confusión del fonema labial oclusivo [b] con la fricativa labial [β]. Deiba, Deibo[19] Debarono[20] 'dios, diosa' (cfr. latín diva y céltico deva). También el onomástico Dobitero, Talabus y teónimo Nabia en vez de Dovitero, Talavus y Navia. Fenómeno que también se observa en Renania: cf. naviae/nabiae, Escocia navarus/nabarus y Britania navio/nabione (cf. EWC 2009: 623-24).
Sin embargo, se aprecia en ocasiones pérdida de la semivocal w > Ø ante vocal. Donde cabría esperar *obila, se constata oila < *owilā, 'oveja', cambio que comparte con los astures y cántabros (Na(w)ilo, No(w)anius, Pinta(w)ius, Tala(w)us, etc.) pero que no encontramos en celtibérico. Esta lenición es igualmente habitual en gálico tardío (noio < novio, doiro < dowiro) y en irlandés oí 'oveja'.

### Sintaxis
A diferencia del latín, celtibérico, galo y lepóntico (Sujeto objeto verbo o SOV), y del celta insular (Verbo sujeto objeto o VSO), el lusitano presentaría un orden Sujeto verbo objeto (SVO): Veamnicori doenti angom lamatigom Crougeai: 'Los veamnícoros dan (en sacrificio) un ango(?) de Lamatis para Cróugea'.

### Propuesta de declinaciones
El autor José Cardim Ribeiro ha propuesto una declinación para el lusitano:
| Temas en -a | Casos      | ejemplos        |
|             | nominativo | oila, crougia   |
|             | acusativo  | oilam           |
|             | dativo     | oilai, crougiai |

| Temas en -o | Casos      | ejemplos |
|             | nominativo | porco    |
|             | acusativo  | porcom   |
|             | dativo     | porcoi   |

| Temas en -i | Casos      | ejemplos |
|             | nominativo | reve     |
|             | acusativo  | revem    |
|             | dativo     | revei    |

## Textos
Se conocen solo cinco inscripciones lusitanas muy tardías inscritas sobre piedra todas en alfabeto latino. Anteriormente al período romano no había existido una epigrafía lusitana propia. Las dos principales inscripciones fueron en territorio portugués en Lamas de Moledo, Cabeço das Fraguas, la tercera inscripción procede de Arroyo de la Luz (España). Recientemente, una nueva inscripción ha sido encontrada en Ribeira da Venda, al norte de la villa de Arronches (distrito de Portalegre, Alto Alentejo), en Portugal.
A todos ellos habría que añadir una inscripción recientemente hallada en Viseo escrita en lengua mixta, donde la expresión de las divinidades está en lengua lusitana y la del dedicante y formulario votivo en latín. Esta posibilidad de aceptar la existencia de epígrafes mixtos, que muestran claras marcas de desinencias flexivas indígenas no asimilables a las latinas, ha llevado a algunos autores a proponer la misma categoría de epígrafes indígenas (o mejor mixtos) algunas otras inscripciones como las de Aguas Frías, Arroyomolinos de la Vera y Santa María da Ribeira (Ginzo de Limia, Orense).
A continuación los textos conocidos:
| Lamas de Moledo : | Arronches: | Viseu:                                                          |
| RUFUS ET TIRO SCRIP SERUNT VEAMINICORI DOENTI ANGOM LAMATICOM CROUGEAI MAGA REAICOI PETRAVIOI B ADOM PORCOM IOVEAI CAELOBRIGOI | [- - - - - - - -] XX • OILAM • ERBAM HARASE • OILA • X • BROENEIAE • H OILA • X • REVE AHARACVI • T • AV [...] IEATE • X • BANDI HARACVI AV [....] 5 MVNITIE CARIA CANTIBIDONE • APINVS • VENDICVS • ERIACAINV[S] OVOVIANI [?] ICCINVI • PANDITI • ATTEDIA • M • TR PVMPI • CANTI • AILATIO | DEIBABOR IGO DEIBOBOR VISSAIEIGO BOR ALBINUS CHAEREAE F U S L M |

| Arroyo de la Luz (I y II): | Arroyo de la Luz (III):                                         |
| AMBATVS SCRIPSI CARLAE PRAISOM SECIAS ERBA MVITIE AS ARIMO PRAESO NDO SINGEIETO INI AVA INDI VEA VN INDI VEDAGA ROM TEVCAECOM INDI NVRIM INDI VDEVEC RVRSENCO AMPILVA INDI LOEMINA INDI ENV PETANIM INDI AR IMOM SINTAMO M INDI TEVCOM SINTAMO | ISAICCID·RVETI · PVPPID·CARLAE·EN ETOM·INDI·NA.[ ....CE·IOM· M· |

| Cabeço das Fraguas: | interpretación A. Tovar |
| OILAM TREBOPALA INDI PORCOM LABBO COMAIAM ICONA LOIM INNA OILAM USSEAM TREBARUNE INDI TAUROM IFADEM [...] REVE TRE[...] | [se sacrifica] una oveja para Trebopala y un cerdo a Laebo ofrenda a Iccona Luminosa una oveja de un año a Trebaruna y un toro semental a Reve Tre[baruna(?)] |